# Étienne Maurice Gérard
Cet article possède un paronyme, voir Étienne Girard.
Pour les articles homonymes, voir Maurice Gérard et Gérard.
Étienne Maurice, comte Gérard est un maréchal de France et homme d'État, né le 4 avril 1773 à Damvillers en Lorraine et mort le 17 avril 1852 à Paris.

## Biographie
Fils de Jean Gérard (1739-1801), huissier royal et audiencier de la prévôté royale de Damvillers et de Marville puis négociant à Damvillers, et de Marie-Jeanne Saint-Rémy, Étienne Maurice Gérard participa à toutes les campagnes de l'Empire et gravit tous les échelons de la carrière militaire.
Il est le grand-père de Rosemonde Gérard, épouse d'Edmond Rostand.

### De l'engagé volontaire au colonel, 1791-1800
Engagé à dix-huit ans le 11 octobre 1791 dans le 2e bataillon de volontaires de la Meuse, nommé grenadier un an plus tard, il reçut le baptême du feu en 1792 dans les défilés de l'Argonne sous les ordres de Dumouriez. Il prit part à la bataille de Jemmapes le 6 novembre et est nommé sergent-major le 16 décembre, puis sous-lieutenant le 21. Lieutenant le 30 décembre 1793, il s'était entre-temps battu à la Neerwinden le 18 mars 1793.
L'année suivante en avril 1794, Gérard fut affecté à la 71e demi-brigade de première formation commandée par Bernadotte, faisant partie de l'armée du Nord. Avec elle, il passa la Sambre le 12 juin et se battit à Fleurus le 16. Il participa ensuite à la prise de Charleroi le 25 juin et servit à nouveau lors de la bataille de Fleurus le 26 juin.
À la fin de l'année 1794, il suivit Bernadotte à l'armée de Sambre-et-Meuse nouvellement créée et placée sous le commandement du général Jourdan. Il se distingua au passage de la Rour à Aldenhoven, le 2 octobre 1794, où il s'élança au travers des lignes ennemies pour établir un filin au travers de la rivière afin de permettre aux troupes de traverser. Ce fait d'armes fut remarqué par Bernadotte, qui fit nommer le lieutenant Gérard adjoint à son état-major le 28 avril 1795. En 1796, il participa à tous les combats par lesquels l'armée de Sambre-et-Meuse se rendit maîtresse de la rive gauche du Rhin et tenta, mais sans succès durable, d'effectuer une percée en territoire allemand. Le 22 août 1796, il prit part à la bataille de Teining.
Nommé capitaine à la 30e demi-brigade de deuxième formation le 20 avril 1797, il devint aide de camp de Bernadotte et le suivit en janvier 1798 dans son ambassade à Vienne, entre février et avril 1798. Dans la capitale autrichienne, il fit preuve de courage pour repousser une émeute excitée contre l'ambassade de France — qui avait arboré un drapeau tricolore à son balcon — et parvint à sauver la vie de son ambassadeur. Il fut promu successivement adjoint aux adjudants généraux, chef d'escadron et colonel en 1800.

### Général de l'Empire

#### D'Austerlitz à Moscou
Un décret de 1801 ayant disposé que les généraux de division ne pourraient avoir d'aide de camp d'un grade supérieur à celui de chef d'escadron, Gérard dut cesser ses fonctions auprès de Bernadotte et resta dans l'inactivité jusqu'au 20 août 1805. À cette date, un décret impérial le nomma adjudant commandant et premier aide-de-camp de Bernadotte, qui avait été élevé depuis à la dignité de maréchal d'Empire en 1804.
Il fut blessé à la bataille d'Austerlitz le 2 décembre 1805 en chargeant avec brio à la tête de ses escadrons contre la Garde impériale russe. Il fut promu général de brigade le 13 novembre 1806 après avoir montré une grande bravoure à la bataille de Halle. À Iéna, le 14 octobre 1806, il chargea la cavalerie prussienne à la tête du 4e régiment de hussards, la culbuta et lui fit de nombreux prisonniers. En tant que chef d'état-major du 9e corps de Bernadotte, il se signala également à Erfurt et à Wagram où, à la tête de la cavalerie saxonne, il contribua de manière significative à la victoire française. Peu après, Napoléon Ier le créa baron de l'Empire par lettres patentes du 3 mai 1809.
L'année suivante il refusa de suivre Bernadotte en Suède et fut envoyé à l'armée d'Espagne du 26 juillet 1810 au 1er octobre 1811. Il se distingua à la bataille de Fuentes de Oñoro le 5 mai 1811. Il était au Portugal en 1810 avec le général Drouet d'Erlon et ne revint à la Grande Armée qu'en 1812. Il fut ensuite envoyé à l'armée d'Italie en qualité de commandant de la 10e brigade de cavalerie légère le 25 décembre 1811.
Lorsque la campagne de Russie fut décidée, il passa au 1er corps de la Grande Armée et contribua à la prise de Smolensk le 17 août 1812, où il remplaça le général Gudin, mortellement blessé à la tête de sa division pendant la bataille de Valoutina. Gudin, expirant, demanda à Napoléon comme dernière grâce que sa division fût confiée à Gérard, ce que l'Empereur accorda. Le 23 septembre 1812, peu après la bataille de la Moskova où il s'était une nouvelle fois distingué, Gérard fut nommé général de division et reçut le commandement de la 3e division du 1er corps de la Grande Armée. Il entra dans Moscou avant de participer à la désastreuse retraite de Russie sous les ordres du maréchal Ney et du prince Eugène. À la Bérézina, sous les ordres de Ney, Gérard commandait en second le corps formé pour protéger les débris épars de l'armée.

#### Dernière campagne d'Allemagne

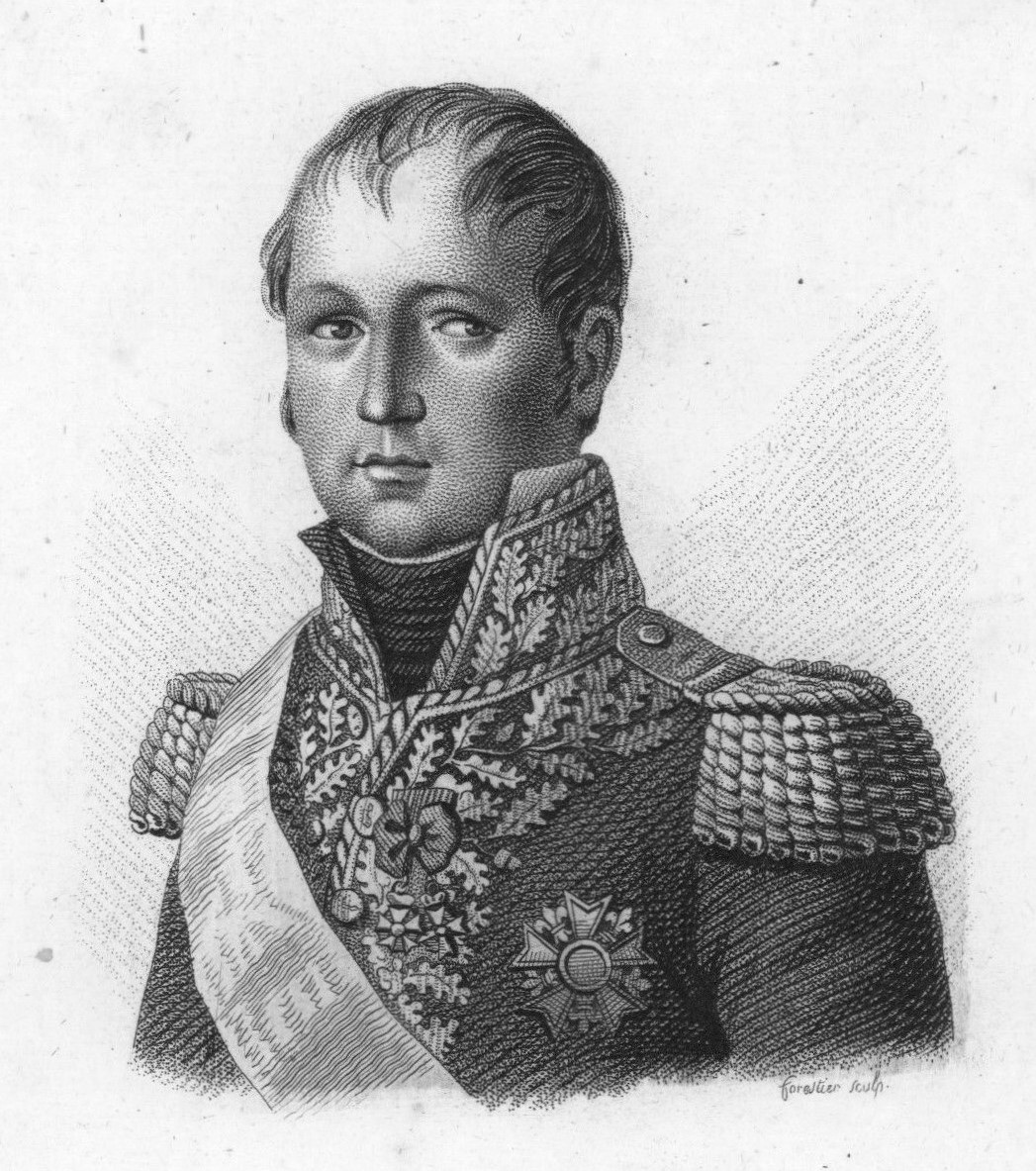
Le général Gérard (dessin de Charles-Aimé Forestier, vers 1820).

Lors de l'évacuation de la Pologne, Gérard commanda l'arrière-garde, composée de 12 000 Napolitains et de trois bataillons de conscrits. Il arriva à Francfort-sur-l'Oder sans avoir subi de pertes excessives ; mais alors le sort de ses troupes, à peu près isolées, parut désespéré. Les environs de Francfort étaient envahis par les Russes, la population était en pleine insurrection contre les Français et le tsar Alexandre s'y trouvait en personne avec des forces considérables. Ce dernier fit sommer Gérard, par un de ses aides de camp, d'évacuer la ville. Gérard répondit fièrement qu'il n'évacuerait pas. Après quoi, manœuvrant avec habileté, il put effectuer sa retraite sur l'Elbe trois jours plus tard. Il prit ensuite le commandement des avant-postes. Il fut fait comte de l'Empire par décret impérial du 21 janvier 1813.
Le 7 mars, il reçut le commandement du 11e corps dans la campagne de Saxe. Il se signala sous les ordres du maréchal Macdonald à Lützen et à Bautzen où se trouvait placé en avant de la Sprée, de manière à se lier avec le corps de l'extrême droite. Après le combat le plus meurtrier, ce corps fut forcé de se replier. Macdonald jugeant que ce mouvement rétrograde compromettait son avant-garde, commandée par le général Gérard, lui envoya l'ordre de se replier : « au contraire, répondit celui-ci à l'adjudant-commandant Bourmont, porteur de l'ordre, au lieu de se retirer, il faut avancer ; qu'on me donne seulement une brigade de renfort, et je réponds du succès de la journée. » À l'instant il donna l'ordre d'attaquer ; en deux heures les positions abandonnées furent reprises, et la victoire de Bautzen fut arrachée des mains de l'ennemi.
Guéri d'une blessure qu'il reçut quelques jours après, Gérard reprit le commandement de sa division lorsque l'armistice de Pläswitz fut rompu. Au combat de Goldberg, il renouvela, sous les ordres de Lauriston qui commandait en l'absence du duc de Tarente, ce qu'il avait fait aux bords de la Sprée : sa division faisait l'extrême gauche, et le général en chef, se voyant forcé à sa droite et au centre, lui envoya à plusieurs reprises l'ordre de faire sa retraite ; mais Gérard, au lieu de se retirer, attaqua vivement les Prussiens et les culbuta. Après cette affaire, quoiqu'il ne fût lieutenant-général que depuis moins d'un an, et qu'il fût le plus jeune officier de ce grade, il reçut le commandement du 11e corps et le garda pendant toute la campagne. Il se signala ensuite à l'attaque de Nieder-Au où il força les divisions de Yorck et du prince de Mecklembourg à repasser la Katzbach. À cette bataille, le général Gérard, quoique blessé d'une balle à la cuisse, ne quitta pas le champ de bataille. À la seconde journée de la bataille de Leipzig, le 18 octobre 1813, il reçut à la tête une blessure plus grave qui le contraignit à céder le commandement. Il part pour Hambourg en décembre 1813, accompagné de son aide de camp, le lieutenant Rolin.

#### Campagnes de 1814 et 1815

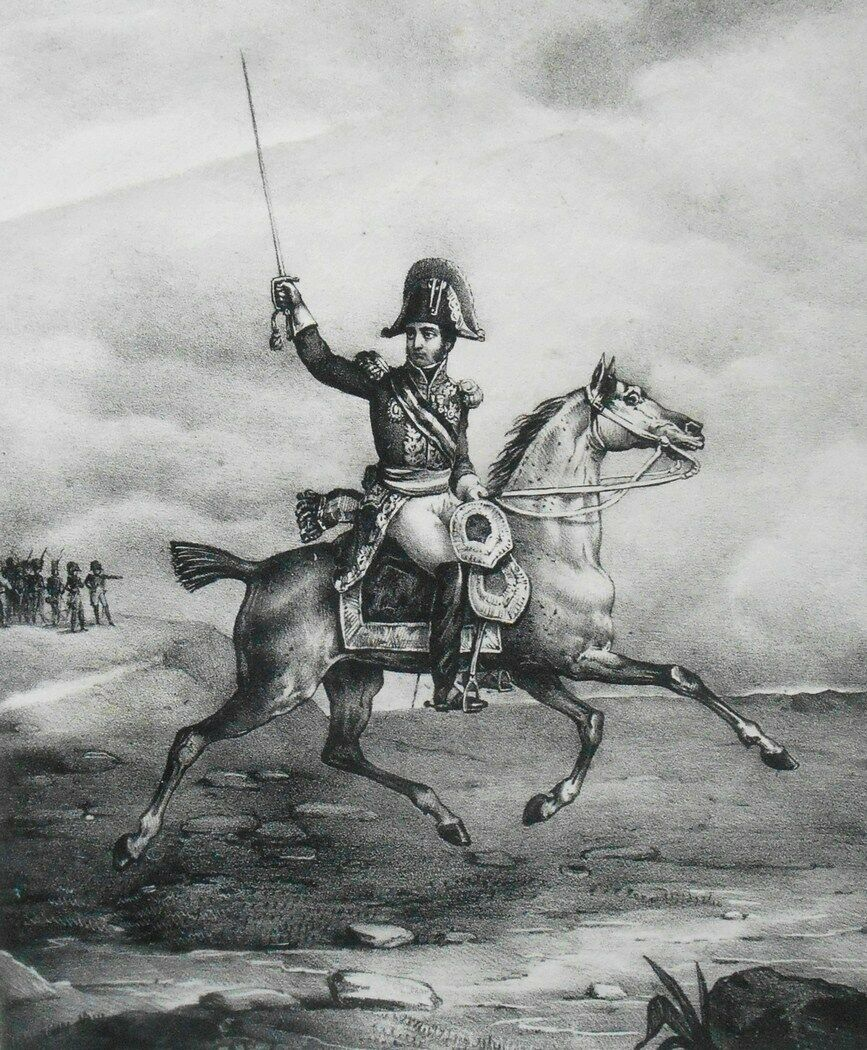
Le général Étienne Maurice Gérard à cheval (gravure du XIXe siècle).

Il fut cependant assez tôt rétabli pour prendre part à la campagne de France en 1814. Il fut nommé commandant du corps des réserves de Paris, uniquement composé de conscrits. Il se battit à Brienne. À la bataille de La Rothière, il commandait l'aile droite et malgré les attaques opiniâtres d'un ennemi supérieur en nombre, il conserva ses positions. À minuit, sur ordre formel de l'Empereur, il abandonna la défense du pont de Dienville. Il se distingua ensuite à Saint-Dizier. Avant de quitter Paris, Napoléon lui confia le commandement du corps des divisions de réserve qui devaient agir dans les plaines de Champagne. Il arrêta la marche des généraux Giulay et Colloredo, comme chef de l'aile droite de la Grande Armée, et contribua ainsi aux victoires de Nogent, Nangis et Montereau, où il remplaça le maréchal Victor. L'action de Montereau avait commencé à neuf heures du matin et les diverses attaques avaient été repoussées ; vers une heure, un aide de camp porta à Gérard l'ordre de se mettre à la tête des troupes. Celui-ci fit aussitôt de nouvelles dispositions, ordonna un mouvement général, enleva toutes les positions de l'ennemi, le poursuivit l'épée dans les reins et lui prit un grand nombre de canons, de drapeaux et de prisonniers. Le 22 février, à la tête du 2e corps, il dispersa l'avant-garde ennemie commandée par Platov. Deux jours plus tard, il força la division Hardegg (de) à battre en retraite et la poursuivit jusqu'au-delà de Bar-sur-Aube.
Ayant adhéré à la déchéance de Napoléon Ier en mai 1814, il est chargé de ramener en France la garnison de Hambourg. En témoignage de satisfaction, Louis XVIII le fait chevalier de l'ordre royal et militaire de Saint-Louis le 1er juin 1814 et grand-croix de la Légion d'honneur le 29 juillet de la même année. Peu de temps après, il est nommé inspecteur général de la 5e division militaire et désigné pour le commandement du camp de Belfort. Le 22 mars 1815, Gérard était inspecteur général d'infanterie en Alsace ; de Strasbourg, où il était en inspection. Il applaudit cependant au retour de Napoléon Ier et reçoit le commandement de l'armée de la Moselle, devint par la suite le 4e corps d'armée.
Il est élevé à la dignité de pair de France le 2 juin 1815. En remettant les nouvelles aigles à ses troupes, il leur dit : « soldats, voici les nouvelles aigles que l'Empereur confie à votre valeur ; celles d'Austerlitz étaient usées par quinze ans de victoires ; voici l'instant de donner de nouvelles preuves de votre courage : l'ennemi est devant vous ! » Il reçoit au commencement de juin l'ordre de se rendre à marches forcées sur la frontière du Nord. Il franchit la Sambre à la tête de son corps d'armée et se conduit avec vaillance pendant la bataille de Ligny, où le succès de ce combat important fut le résultat de ses habiles dispositions autant que de son intrépidité personnelle et de celle de ses troupes. Le 18, il était dans la direction de Wavre lorsqu'on entendit le canon du côté de la forêt de Soignes. Les commandants des divers corps s'étaient alors réunis en conseil, le général Gérard voulait que, suivant les principes généraux de la guerre, on fût droit au canon, en passant la Dyle sur le pont de Munster. Grouchy ne se défendit de cette opinion que par des ordres contraires et positifs de l'Empereur. Ce mouvement aurait peut-être changé le résultat de la bataille de Waterloo.
Avant la fin de la journée, Gérard reçut une cinquième blessure. Une balle de l'arrière-garde de Blücher lui traversa la poitrine au moment où, à la tête de l'infanterie, il allait attaquer le village de Bierges. Il voulut néanmoins partager le sort du reste de l'armée et se fit transporter au-delà de la Loire. Un monument a été érigé en 1958 à sa mémoire sur le site du moulin de Bierges : le monument au général Gérard.

### Au service du roi
Après la capitulation de Paris, le maréchal Davout désigne les généraux Kellermann, Gérard et Haxo pour traiter au nom de l'armée avec le nouveau gouvernement. Cette mission accomplie, Gérard est mis en non-activité en septembre 1815 et se retire à Bruxelles.
Il rentre en France en 1817 et s'installe au château de Villers-Saint-Paul dans l'Oise, dont il avait fait l'acquisition la même année.
Le 28 janvier 1822, il est élu député du 1er arrondissement de la Seine en remplacement du baron Pasquier, élevé à la pairie, et il est réélu par le même arrondissement le 9 mai suivant. Il siège dans l'opposition libérale, signe la protestation contre l'expulsion de Manuel, et n'est pas réélu en 1824. Le 17 novembre 1827, il est renvoyé à la Chambre par le 3e arrondissement électoral de la Dordogne (Bergerac) et, le même jour, il est également élu dans le 3e arrondissement de l'Oise (Clermont). À la Chambre, il prend constamment la défense des anciens soldats de l'Empire, renvoyés sans traitement dans leurs foyers et tombés, pour beaucoup, dans la misère. Il est réélu le 23 juin 1830 dans l'arrondissement de Clermont.

### Maréchal de France

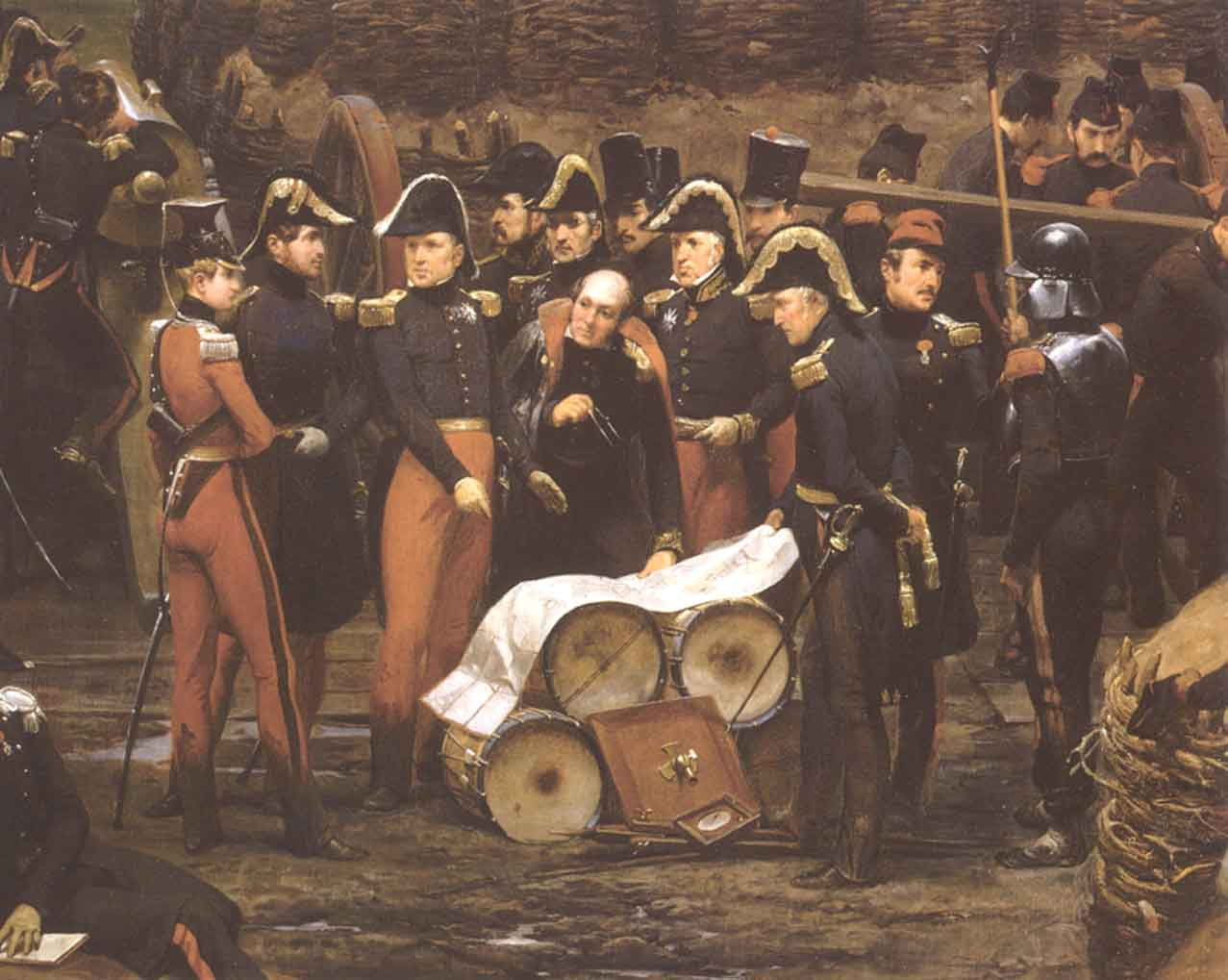
Le maréchal Gérard expliquant les manœuvres au duc d'Orléans et au duc de Nemours durant le siège d'Anvers le 22 décembre 1832 ; épisode de l'expédition de Belgique.

Pendant la révolution de 1830, il soutient activement la cause du duc d'Orléans. Il est l'un des premiers signataires de la protestation contre les ordonnances de Saint-Cloud et est nommé ministre de la Guerre par la Commission municipale provisoire, qui se chargea d'administrer la capitale devant la défaillance des autorités civiles et militaires.
Louis-Philippe le confirme dans ses fonctions de ministre de la Guerre dans son premier ministère le 11 août, et l'élève à la dignité de maréchal de France le 17 août 1830. Gérard avait déjà provoqué, le 1er août, le rétablissement des couleurs nationales ; le 11 août, il fait opérer la dissolution de la Garde royale et de la maison de Charles X. Le 16 août, il ordonne la reconstitution de la Garde municipale ; le 27 août, enfin, il signe la dissolution du Conseil supérieur de la Guerre. Il conserve le portefeuille de la Guerre dans le ministère Laffitte jusqu'au 17 novembre 1830, date à laquelle, jugé trop interventionniste dans les affaires de la Révolution belge, il quitte le gouvernement, officiellement pour raisons de santé.
Après ces nominations, les électeurs de Clermont le réélisent député le 21 octobre 1830.
En janvier 1831, il est nommé membre du conseil général de l'Oise. Le 5 juillet 1831, il est aussi élu député par le collège de Senlis. À la Chambre des députés, il vote avec les conservateurs.

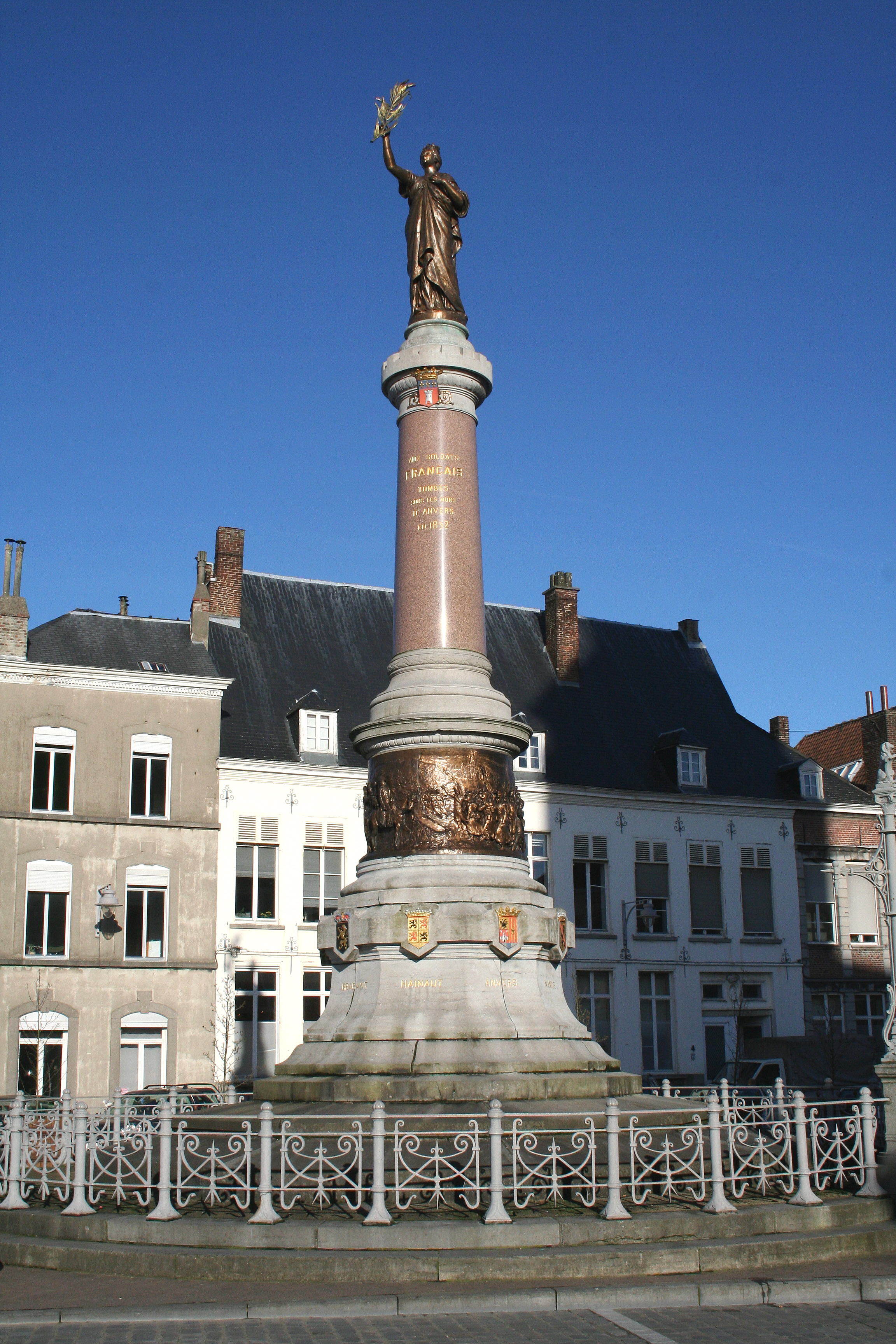
Monument rappelant le souvenir des soldats français morts durant le siège de la citadelle d'Anvers en 1832. Tournai, place de Lille.

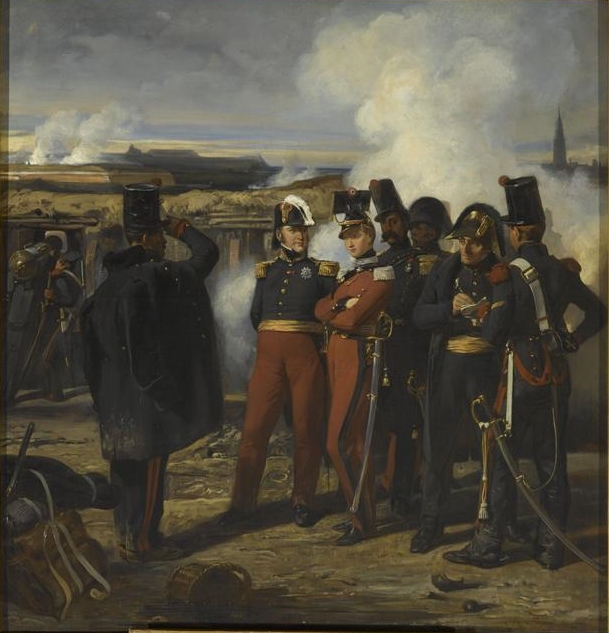
Le duc de Nemours et le maréchal Gérard dans la tranchée de la citadelle d'Anvers, décembre 1832. Huile sur toile d'Amédée Faure, 1837.

La Belgique l'avait amené à quitter le ministère mais elle devait lui offrir, en 1832, sa dernière grande victoire militaire. Le 4 août 1831, le maréchal Gérard est appelé au commandement de l'Armée du Nord. Cette armée allait intervenir dans la guerre belgo-néerlandaise après la déclaration de l'indépendance de la Belgique du Royaume uni des Pays-Bas. Elle fait suite à l'appel du roi des Belges, Léopold Ier, pour contrer l'invasion des troupes de Guillaume Ier.
Les Néerlandais se replient devant Gérard et évacuent toutes leurs positions en Belgique, à l'exception de la citadelle d'Anvers.
Revenu en Belgique le 15 novembre 1832, il met le siège devant Anvers qu'il force à capituler le 23 décembre. Cette victoire lui vaut, de la part de la Belgique, une épée d'honneur en témoignage de reconnaissance.
Le 11 février 1833, il est nommé pair de France.
Le 18 juillet 1834, Guizot et Thiers ayant obtenu le départ du maréchal Soult, le maréchal Gérard est appelé à diriger le ministère avec le portefeuille de la Guerre.
Alors auréolé de la gloire de son expédition belge, il présentait un profil similaire à celui de son prédécesseur, celui dit de « l'illustre épée », tout en s'en distinguant par sa proximité avec le tiers parti. Il avait été choisi sur les instances de Thiers, qui avait eu toutes les peines du monde à le décider à accepter, le maréchal n'ayant montré aucune inclination à la direction du gouvernement dans laquelle il craignait d'user sa popularité. Piètre orateur, ce qui constituait un handicap majeur dans un régime où les joutes parlementaires étaient essentielles, le maréchal se révéla « un homme difficile à manier, soucieux d'imprimer sa marque face à des ministres qui ne [voulaient] lui laisser aucune marge de manœuvre ».
Comme ministre de la Guerre, son administration voit la création des spahis et l'organisation des comités spéciaux d'armes. Comme président du Conseil, il tente, mais sans succès, d'imposer l'amnistie réclamée par le tiers parti et doit démissionner devant le refus de Louis-Philippe, de Guizot et de Thiers.
Le 19 octobre 1834. Il est nommé grand chancelier de la Légion d'honneur en remplacement du maréchal Mortier, victime de l'attentat de Fieschi le 28 juillet 1835. Il abandonne cette fonction le 11 décembre 1838 pour remplacer le maréchal Mouton comme commandant en chef de la Garde nationale. L'affaiblissement de sa vue le contraint à abandonner cette fonction.
Le 21 octobre 1842, il redevient grand chancelier de la Légion d'honneur, fonction dont il est démis par le gouvernement provisoire en février 1848.
Il est nommé sénateur du Second Empire le 26 janvier 1852 et meurt quelques mois après, à Paris le 17 avril 1852.

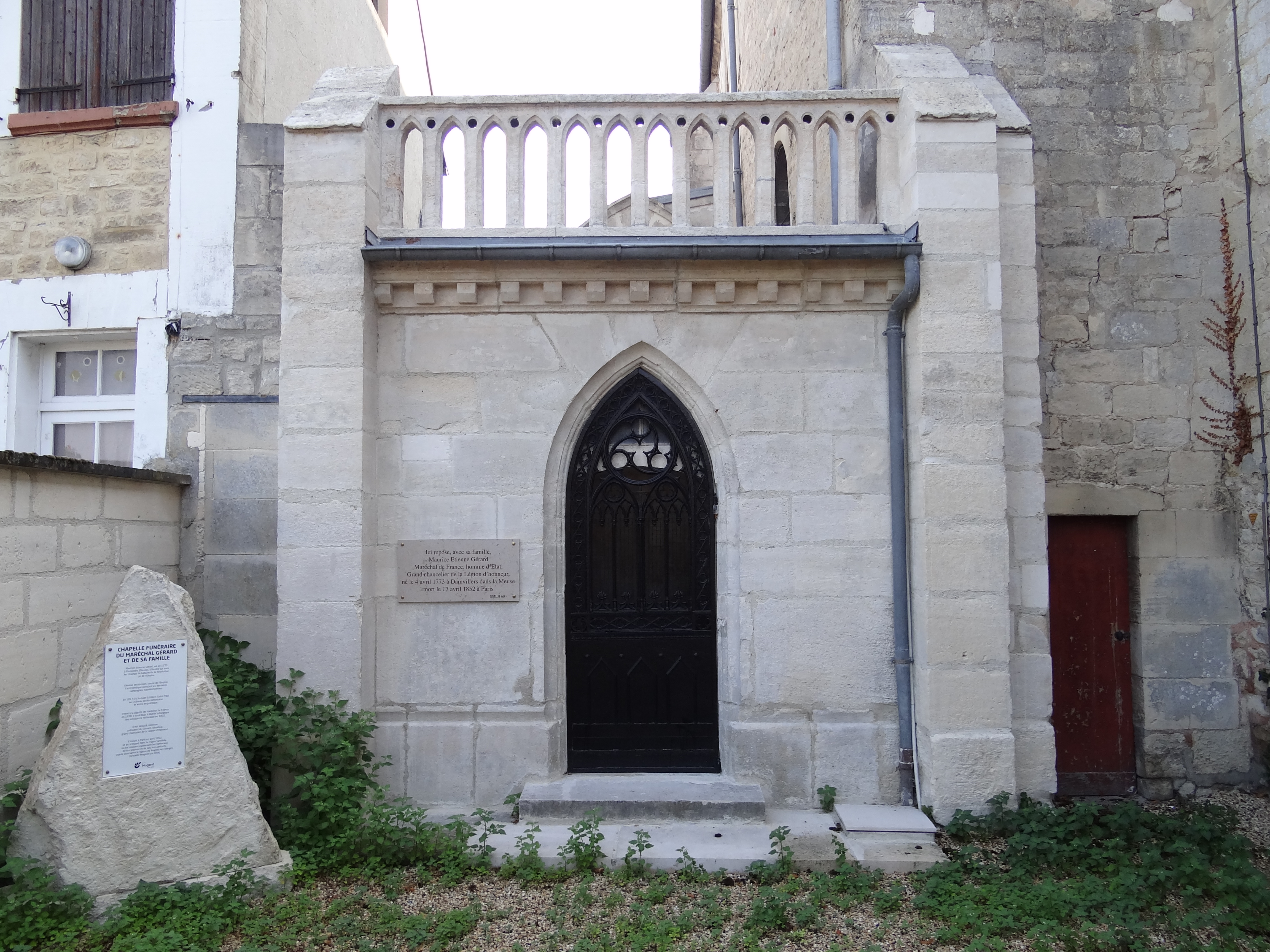
Vue de l'entrée de la chapelle funéraire du maréchal Gérard à l'église Sainte-Maure-et-Sainte-Brigide de Nogent-sur-Oise dans l'Oise

Son corps, celui de sa épouse et ceux de leurs trois enfants sont inhumés dans une crypte attenant à l’église de Nogent-sur-Oise.

## États de service

### Grades et affectations

#### Durant la Révolution française, de 1791 à 1794
- 11 octobre 1791 : volontaire au 2e bataillon de la Meuse.
- 16 décembre 1792 : sergent-major.
- 21 décembre 1792 : sous-lieutenant.
- 30 décembre 1793 : lieutenant.

#### Durant le Directoire
- 20 avril 1797 : capitaine à la 30e demi-brigade de ligne.
- 5 février 1799 : aide-de-camp du général Bernadotte.
- 13 février 1799 : capitaine à la suite de la cavalerie légère.
- 4 avril 1799 : adjoint à l'adjudant-général Villatte
- 13 juillet 1799 : chef d'escadron.
- 24 août 1799 : attaché au 9e régiment de hussards.

#### Durant le Consulat
- 26 octobre 1800 : chef de brigade.
- 24 septembre 1803 : admis au traitement de non-activité.

#### Durant le Premier Empire
- 20 août 1805 : adjudant commandant, premier aide-de-camp du maréchal Bernadotte.
- 13 novembre 1806 : général de brigade.
- 31 décembre 1806 : commandant une brigade (division Desjardins) au 7e corps de la Grande Armée.
- 15 mars 1807 : 3e division du 1er corps de la Grande Armée.
- 23 août 1807 : chef d'état-major du maréchal Bernadotte à Hambourg.
- 26 juillet 1810 : employé à l'armée d'Espagne.
- 19 octobre 1810 : attaché au 9e corps de cette armée.
- 1er octobre 1811 : disponible.
- 25 décembre 1811 : commandant la 10e brigade de cavalerie légère à l'armée d'Italie.
- 14 mars 1812 : employé au 1er corps de la Grande Armée.
- Septembre 1812 : commandant provisoire de la 3e division du 1er corps de la Grande Armée.
- 23 septembre 1812 : général de division.
- 7 mars 1813 : commandant la 31e division d'infanterie du corps d'observation de l'Elbe.
- 14 mai 1813 : commandant la 35e division d'infanterie faisant partie du 11e corps de la Grande Armée.
- 29 décembre 1813 : commandant la division de réserve formée à Paris.
- 9 janvier 1814 : commandant les divisions de réserve de Paris.
- mars 1814 : 2e corps d'armée.

6 avril 1814 : Première destitution de Napoléon Ier, début de la Première Restauration.

#### Durant la Première Restauration
- 2 septembre 1814 : maintenu dans la jouissance du traitement d'activité.

1er mars 1815 : fin de la Première Restauration, début des Cent-Jours.

#### Durant les Cent-Jours
- Mars 1815 : employé dans la 5e division militaire.
- 31 mars 1815 : commandant en chef de l'armée de la Moselle devenue 4e corps d'observation et commandant supérieur des 3e et 4e divisions militaires.
- 16 juin 1815 : participe à la bataille de Ligny à la tête du 4e Corps d'armée de l'Armée du Nord. Fait ensuite partie de l'armée de Grouchy les 17, 18 et 19 juin 1815. Grièvement blessé lors des combats au moulin de Bierges (Wavre) le 18 juin 1815[3].

22 juin 1815 : deuxième destitution de Napoléon Ier, début de la Seconde Restauration.

#### Durant la Restauration
- Septembre 1815 : en non-activité après le licenciement de l'armée.
- 30 décembre 1818 : compris comme disponible dans le cadre d'organisation de l'état-major général.
- Membre du comité philhellène de Paris.

#### Durant la monarchie de Juillet
- 11 août 1830 : ministre de la Guerre.
- 17 août 1830 : maréchal de France.
- 17 novembre 1830 : sans fonctions.
- 4 août 1831 : commandant en chef de l'armée du Nord.
- 18 juillet 1834 : ministre de la Guerre.
- 4 février 1836 : grand chancelier de la Légion d'honneur.
- 11 décembre 1838 : commandant en chef de la garde nationale du département de la Seine.
- 21 octobre 1842-février 1848 : grand chancelier de la Légion d'honneur.

### Campagnes
- 1792-1806 : Allemagne, Italie, Armée de l'Ouest.
- 1806-1808 : Grande Armée.
- 1809-1810 : Allemagne.
- 1810-1811 : Espagne.
- 1812-1813 : Grande Armée.
- 1814-1815 : France.
- 1831-1832 : Guerre belgo-néerlandaise.

### Décorations

#### Françaises
- Légion d'honneur :
  - chevalier (25 mars 1804) ;
  - officier (14 juin 1804) ;
  - commandeur (27 juillet 1806) ;
  - grand officier (18 décembre 1813) ;
  - grand-croix (29 juillet 1814).
- Grand-croix de l'ordre de la Réunion (3 avril 1813).
- Chevalier de l'ordre royal et militaire de Saint-Louis (1er juin 1814).

#### Étrangères
- Chevalier de l'ordre militaire de Maximilien-Joseph de Bavière (autorisé le 6 avril 1806).
- Chevalier de l'ordre de Dannebrog de Danemark (autorisé le 25 novembre 1808).
- Grand-croix de l'ordre de l'Épée de Suède (30 avril 1814).
- Grand cordon de l'ordre de Léopold de Belgique (autorisé le 19 novembre 1832).
- Commandeur de l'ordre des Séraphins de Suède et des ordres du roi (autorisé le 9 décembre 1836).

## Armoiries
| Figure | Blasonnement |
|        | Armes du baron Gérard et de l'Empire (décret du 19 mars 1808, lettres patentes du 3 mai 1809 (Ebersberg)). Écartelé ; au premier d'azur à la tête de cheval d'or bridée de gueules ; au deuxième des barons tirés de l'armée ; au troisième de pourpre au chevron d'or sur lequel broche un sabre d'argent, surmonté de trois étoiles une et deux aussi d'argent ; au quatrième d'azur au lion rampant d'or. Livrées : les couleurs de l'écu. |
|        | Armes du comte Gérard et de l'Empire (décret impérial du 21 janvier 1813). Écartelé : aux 1 du quartier des comtes militaires de l'Empire ; au 2, de gueules, à une tête et col de cheval d'or; au 3, de gueules, au chevron, et au sabre, brochant en pal, ledit chevron surmonté de trois étoiles mal-ordonnées, le tout d'or ; au 4, d'azur, au lion d'argent.                                                                             |
|        | Armes du comte Gérard, pair de France, maréchal de France et grand-croix de la Légion d'honneur. |

## Hommages et jugements

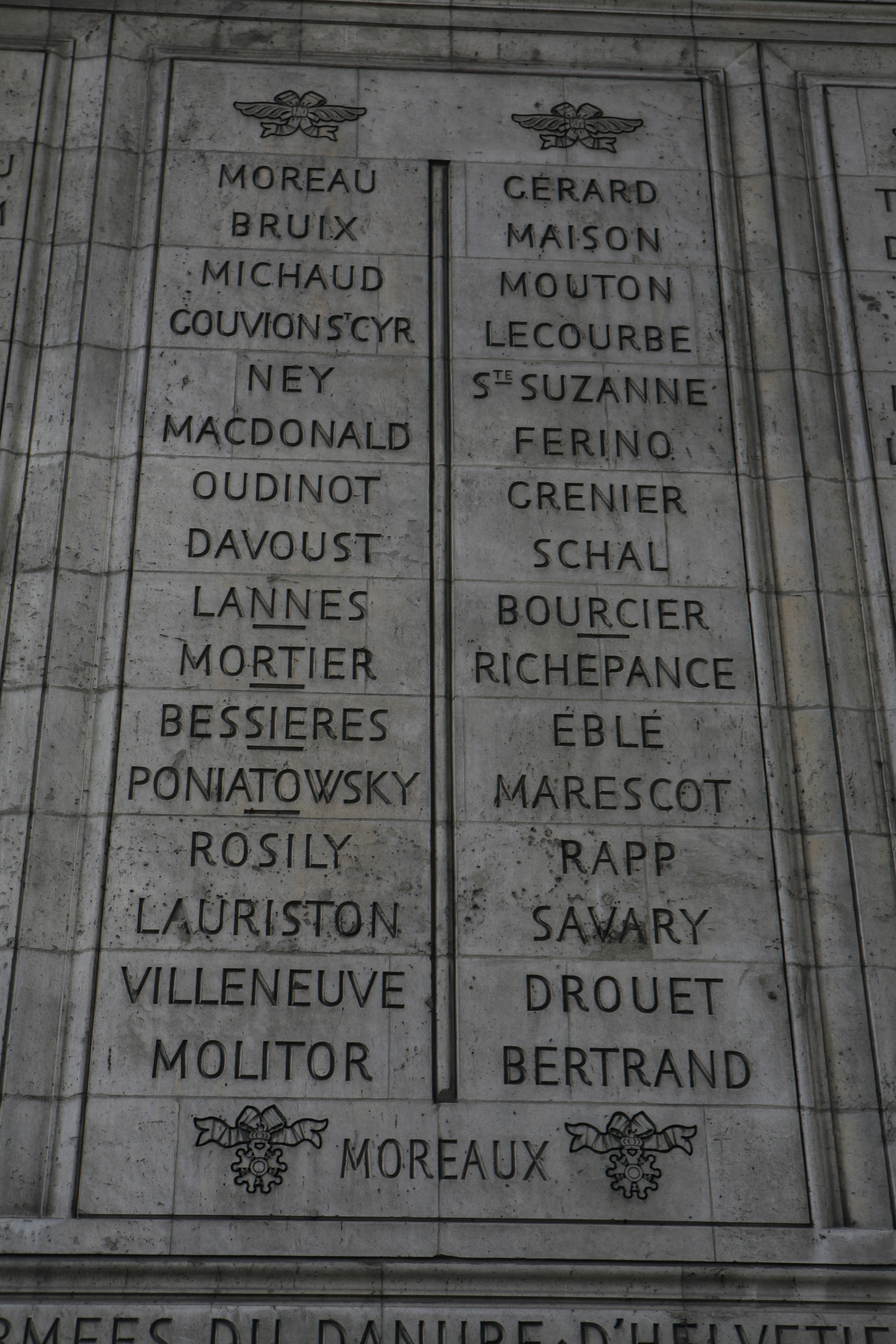
Noms gravés sous l'arc de triomphe de l'Étoile : pilier est, 13e et 14e colonnes.
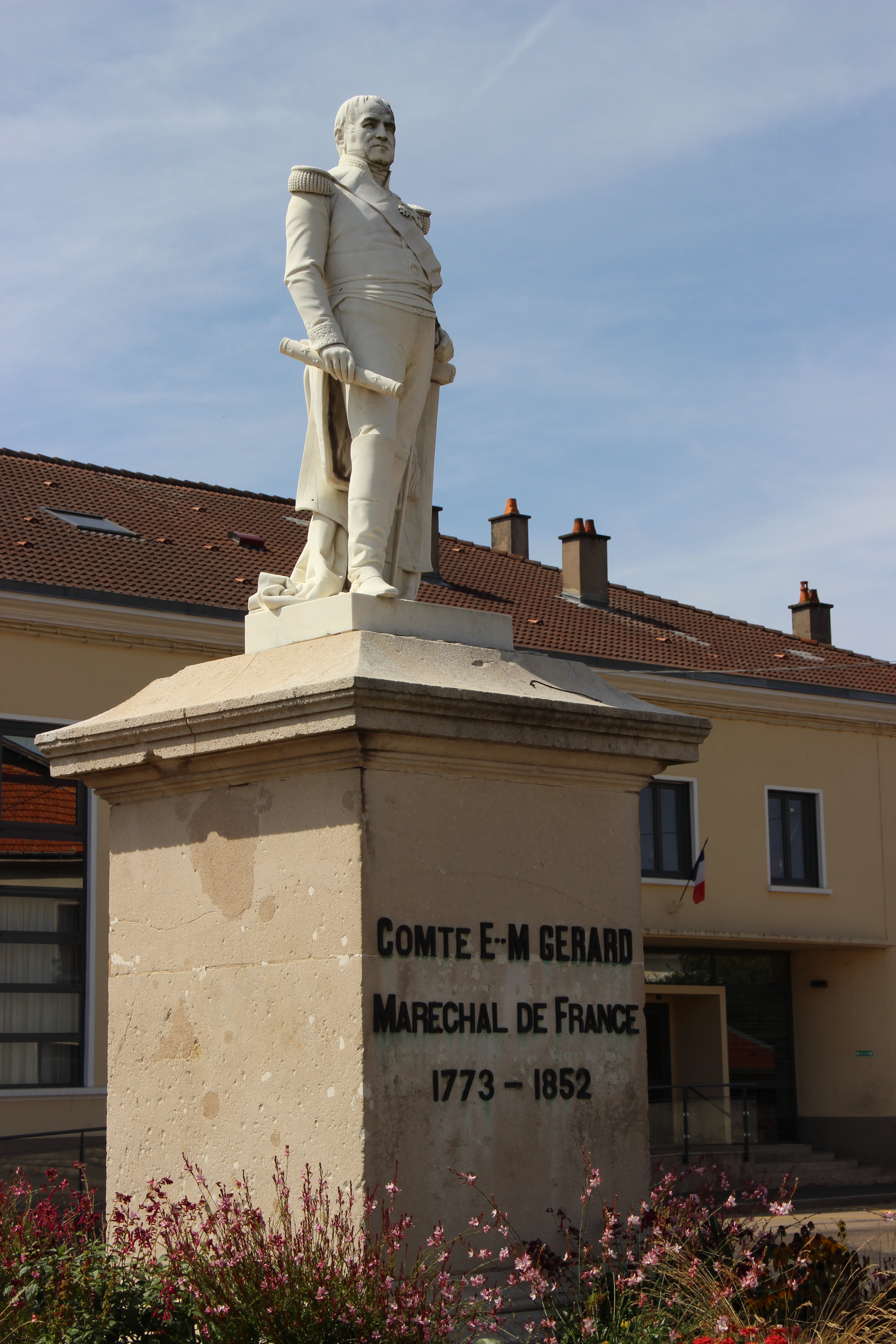
Statue du maréchal Gérard à Damvillers, son village natal.

Son nom est gravé sur l'Arc de Triomphe à Paris, sur le pilier est.
Plusieurs communes de France ont nommé une voie publique à son nom dont Nancy, Nogent-sur-Oise, Sevran et Villers-Saint-Paul.
Damvillers, son village natal, lui a élevé une statue en 1858 sur la place portant son nom.
« Vaillant soldat, mais esprit peu étendu, volonté molle, ayant la plupart de ses amis à gauche, [le maréchal Gérard] n'avait guère d'autre souci que celui de la popularité, prêt à se laisser mener par ceux qui lui paraissaient en mesure de la dispenser. » — Paul Thureau-Dangin.

## Iconographie
Jacques-Louis David a réalisé son portrait en 1816, lors de son exil à Bruxelles. Il est exposé au Metropolitan Museum of Art, de New York.

## Mariage et descendance
Il épouse à Bruxelles, le 10 août 1816, Louise Rose Aimé de Timbrune-Thiembrone de Valence (Paris, 7 octobre 1789 - Paris, 20 novembre 1860), deuxième fille du général Jean-Baptiste Cyrus de Timbrune de Thiembronne, comte de l'Empire, sénateur du Premier Empire, pair de France sous la Restauration, et d'Edmée Nicole Pulchérie Brûlart de Genlis, fille de la comtesse de Genlis. Ils eurent trois enfants :
- Georges Cyrus Gérard (1818-1841), diplomate, qui fut secrétaire d'ambassade à Constantinople, non marié ;
- Louis Maurice Fortuné, comte Gérard (1819-1880), colonel de cavalerie, officier de la Légion d'honneur, mort sans alliance. Il a cependant eu, d'une relation avec Sylvie Perruche, Louise Rose Etiennette dite Rosemonde Gérard, épouse d'Edmond Rostand, de l'Académie Française ;
- Nicole Étiennette Félicité Gérard (1822-1845), mariée en 1844 avec Laurent Arnulf Olivier Desmier, comte d'Archiac, secrétaire d'ambassade (1811-1848), dont postérité[7].